# Serbia Strong/Remove Kebab
Serbia Strong es un video musical de propaganda nacionalista serbia de las guerras yugoslavas. La canción se originó en Serbia como un eslogan antibosníaco, que se ha extendido a nivel mundial como un meme de internet, también se ha extendido entre los supremacistas blancos la limpieza étnica de los musulmanes,Aunque la canción dice ``los croatas fascistas/ellos nunca tocaran nuestra patria´´.
La canción fue originalmente llamada "Karadzić, guía a tus serbios" (Serbio: Караџићу, води Србе своје / Karadžiću, vodi Srbe svoje) en referencia al político Radovan Karadžić, pero también es conocida como "Dios es serbio y nos protegerá" (Serbio: Бог е Србин и он ће нас чувати / Bog je Srbin i on će nas čuvati), "Dios es serbio" (Serbio: Бог је Србин / Bog je Srbin) y "Serbia fuerte" (Serbio: Јака Србиј / Jaka Srbijaа).

## Trasfondo
En el apogeo de las guerras interétnicas de la década de 1990 que marcaron la Disolución de Yugoslavia, una canción llamada "Karadžiću, vodi Srbe svoje" (en español: "Karadžić, guía a tus serbios") se grabó en 1993. La canción fue compuesta como una melodía de impulso moral para las fuerzas serbias durante una de las guerras. El contenido de la canción celebra a los combatientes serbios y el asesinato de militares bosnios y croatas, alabando al líder serbio de Bosnia, Radovan Karadžić, quien fue declarado culpable de genocidio contra los musulmanes de Bosnia y crímenes de lesa humanidad durante la Guerra de Bosnia el 24 de marzo de 2016. Karadžić fue condenado a 40 años de prisión, pero el 20 de marzo de 2019, tras una apelación fallida, recibió una condena de cadena perpetua.
Las partes de la melodía intentan inculcar una sensación de premonición en sus oponentes con líneas como "Los lobos se acercan: cuidado, Ustashe y turcos". En la canción se usan el términos Ustacha (que significa fascista en español) para dirigirse a los combatientes nacionalistas croatas (puesto que habían fascistas luchando de su lado) y "Turcos" para los bosníacos, con letras que advierten que los serbios, bajo la dirección de Karadžić, estaban viniendo por ellos.
En el video de la canción, la melodía es interpretada por cuatro hombres con uniformes paramilitares serbios en un lugar con un terreno montañoso en el fondo. El video también muestra imágenes de prisioneros musulmanes capturados en los campos de internamiento dirigidos por serbios en tiempos de guerra. Según Know Your Meme, la inclusión de clips del juicio de Karadžić en 2008 indican que la versión subida a Internet fue editada con el fin de parodiar la intención de los creadores.
La canción ha sido reescrita varias veces en varios idiomas y ha conservado sus temas militantes y antimusulmanes.

## Popularidad en Internet
En 2008, el cineasta documental Pavle Vranjican publicó la canción en Internet, donde, a mediados de la década de 2000, muchas parodias del meme se burlaron del video original por su naturaleza agresivamente jingoística. El meme ganó popularidad entre los fanáticos de los videojuegos de estrategia de Paradox Interactive, donde se refería al jugador que apunta a derrotar al Imperio Otomano u otras naciones islámicas dentro del juego. Debido al desafío de diferenciar entre el ultranacionalismo sarcástico y el genuino que rodea al meme, fue prohibido en los foros oficiales de Paradox Interactive.
La popularidad de la canción aumentó con el tiempo entre los supremacistas blancos. Novislav Đajić, el acordeonista de la canción, se ha convertido en un meme generalizado entre los supremacistas y se llama "Dat Face Soldier" o la imagen en sí misma como "Remove Kebab". Đajić fue condenado en Alemania por su participación en el asesinato de 14 personas durante la guerra que resultó en 5 años de prisión y deportación a otro país luego de su sentencia de cárcel.
La investigación académica encontró que en un conjunto de datos obtenido al extraer información de Know Your Meme en 2018, "Remove Kebab" constituía 1 de cada 200 entradas por comunidad en un conjunto de datos muestreados para memes políticos. "Remove Kebab" fue particularmente común en Gab, un sitio web que "atrae a usuarios de la derecha alternativa, teóricos de la conspiración, trolls y grandes volúmenes de discursos de odio".
Brenton Harrison Tarrant, el perpetrador de los atentados a las mezquitas de Christchurch en 2019, tenía la frase "Remove Kebab" escrita en una de sus armas. En su manifiesto "El Gran Reemplazo" (llamado así en referencia a la teoría de extrema derecha francesa del mismo nombre), se describe a sí mismo como un "eliminador de kebab". También transmitió en vivo tocando la canción en su auto apenas unos minutos antes del tiroteo.
Tras los tiroteos, varios videos de la canción se eliminaron de YouTube, incluidos videos con más de un millón de reproducciones. Después de eso, los usuarios en la plataforma en línea volvieron a subir la melodía, como forma de protestar por la censura.
En una entrevista posterior a los tiroteos, el cantante principal de la canción, Željko Grmuša, declaró: "Es terrible lo que hizo ese tipo en Nueva Zelanda, por supuesto que condeno ese acto. Lo siento por todas esas personas inocentes. Pero comenzó matando y él haría eso sin importar qué canción escuchara". "La canción fue creada para cantar, no para matar". "La canción fue grabada durante la guerra, en 1993, y fue creada como un apoyo moral para nuestro ejército. Cantábamos, no matábamos ni asesinábamos. Y sí, he visto todas estas tonterías en Internet, cómo las cantan los chinos, esto o aquello. Verás, yo la canté y no me avergüenzo de la canción, pero ahora la usan para condenar a todo el pueblo serbio. Entonces, ¿Qué tiene que ver la canción con un ataque terrorista? Él decidía lo que iba a hacer y lo hacía escuchando una canción serbia o de cualquier otra índole" 
En los cómics de Polandball, Serbia es descrito como un antimusulmán extremo y que llama a todos ellos "Kebab".
La canción también es usada por grupos de izquierda, puesto que la canción fue creada por el bando yugoslavo, una república comunista, para luchar contra los bosniacos y croatas, que estaban apoyado por la OTAN. También es usada por antifascistas, puesto que la canción dice ``los fascistas croatas se levantaron/Ellos no tocaran nuestra patria´´ aparte de que habían fascistas luchando del lado croata.

## Letra
| «Serbia Strong» Od Bihaca do Petrovca sela Do Petrovca sela Srpska Zemlja Napadnuta Cela Napadnuta Cela Karadzicu Vodi Srbe Svoje Vodi Srbe Svoje Nek Se Vidi Nikog Se Ne Boje Nikog Se Ne Boje Ustale Hrvatske Ustase Hrvatse Usta Ne Dirajte U Ognjiste Nase Dirajte Ognjiste Nase Karadzicu Vodi Srbe Svoje Vodi Srbe Svoje Nek Se Vidi Nikog Se Ne Boje Nikog Se Ne Boje Iz Krajine Krenuli Su Vuci Krenuli Su Vuci Cuvajte Se Ustase I Turci UstasI Turci Karadzicu Vodi Srbe Svoje Vodi Srbe Svoje Nek Se Vidi Nikog Se Ne Boje Nikog Se Ne Boje U Odbrani Svoga Srpskog Roda Svoga Srpskog Roda Borimo Se Draga Nam Sloboda Draga Nam Sloboda Karadzicu Vodi Srbe Svoje Vodi Srbe Svoje Nek Se Vidi Nikog Se Ne Boje Nikog Se Ne Boje Nek Se Vidi Nikog Se Ne Boje Nikog Se Ne Boje | «Serbia es fuerte» De Bihac a la ciudad de Petrovac A la ciudad de Petrovac Toda la tierra serbia atacada todo es atacado Karadzica lidera a tus serbios Él dirige a sus serbios Que se vea que no le tienen miedo a nadie. No le tienen miedo a nadie Los fascistas croatas se levantaron Los fascistas croatas No toques nuestra patria Nuestra tierra Karadzica lidera a sus serbios Él dirige a sus serbios Que se vea que no le tienen miedo a nadie. No le tienen miedo a nadie De Krajina vienen los lobos. Los lobos están llegando. Cuidado con los fascistas y los turcos. fascistas y turcos Karadzica lidera a sus serbios Él dirige a sus serbios Que se vea que no le tienen miedo a nadie. No le tienen miedo a nadie En defensa de la nación serbia De su ascendencia serbia Estamos peleando. La libertad es cara. La libertad es cara. Karadzic, dirige a tus serbios Dirige a tus serbios Todos deben ver que no le tienen miedo a nadie Sin miedo a nadie Todos deben ver que no le tienen miedo a nadie Sin miedo a nadie |